# دهستان تفتان جنوبی
دهستان تفتان جنوبی نام دهستانی در بخش مرکزی شهرستان تفتان ، استان سیستان و بلوچستان در ایران است. براساس سرشماری مرکز آمار ایران در سال ۱۳۹۵، جمعیت آن ۱۱۷۲۵ نفر (۳۲۰۶ خانوار) بوده‌است.